# ویلیام بیتس
ویلیام بیتس (به انگلیسی: William Beats) بازیکن فوتبال زادهٔ ۱۳ نوامبر ۱۸۷۱ اهل کشور انگلستان که سابقهٔ بازی در تیم ملی فوتبال انگلستان را در کارنامهٔ خود دارد. وی در تاریخ ۱۸ مارس ۱۹۰۱ نخستین بازی ملی خود را در مقابل تیم ملی فوتبال ولز انجام داد و با حضور در ۲ بازی ملی، در تاریخ ۳ مه ۱۹۰۲ واپسین بازی ملی‌اش را در برابر تیم ملی فوتبال اسکاتلند برگزار کرد.